# Rheinhausen (Badenia-Wirtembergia)
Rheinhausen – miejscowość i gmina w Niemczech, w kraju związkowym Badenia-Wirtembergia, w rejencji Fryburg, w regionie Südlicher Oberrhein, w powiecie Emmendingen, wchodzi w skład związku gmin Kenzingen-Herbolzheim. Leży nad kanałem Leopoldskanal, ok. 15 km na północny zachód od Emmendingen, przy autostradzie A5.

## Położenie
Rheinhausen leży na północnych terenach Bryzgowii nad rzeką Ren. Stąd, wzdłuż Renu rozciąga się rezerwat przyrody Taubergiessen, jeden z największych w Badenii-Wirtembergii.
Na  zachodzie sąsiaduje z Francją, na północy z gminą Rust a na południu z gminami i miastami Ringsheim, Herbolzheim, Kenzingen i Weisweil.

## Dzielnice
Rheinhausen składa się z dawnej niezależnych gmin Oberhausen i Niederhausen, które zjednoczyły się 1 maja 1972 roku. Do byłej gminy Niederhausen należy wioska Niederhausen, a do byłej gminy Oberhausen należą wioska Oberhausen i elektrownia Badenwerk EnBW.

### Wspólnoty religijne
W Rheinhausen dominuje wyznanie rzymskokatolickie, dlatego też w obu dzielnicach tej miejscowości znajdują się parafie Kościoła rzymskokatolickiego. Dodatkowo znajduje się tu także Kościół Św. Michała Bractwa Kapłanów Świętego Piusa X. Osoby wyznania ewangelickiego uczęszczają do kościoła w sąsiednim Weisweil.

## Polityka
Rheinhausen należy do związku gmin Kenzingen-Herbolzheim,  do którego oprócz Kenzingen, Herbolzheim i Rheinhausen należy też Weisweil.
Skład rady gminy
- CDU – 41,1% /4 radnych/-1
- Freie Wahler – 32,9%/4 radnych/-2
- Freie Burgerliste – 26%/3 radnych/+3

### Miasta partnerskie
Miejscowości partnerskie:
1. Tannenberg, Saksonia
2. Wisła, Polska
3. Wittisheim, Francja

## Gospodarka i infrastruktura
Rheinhausen posiada szkołę podstawową Rheinhausen i szkołę zawodową Kenzingen-Rheinhausen-Weisweil.
Gmina Rheinhausen należy do okręgu sądowego Kenzingen.